# 鲍里斯拉夫·伊夫科夫
鲍里斯拉夫·伊夫科夫（羅馬化：Borislav Ivkov，1933年11月12日—2022年2月14日），塞尔维亚国际象棋棋手、特级大师。
伊夫科夫是1951年世界青年冠军、三届南斯拉夫国际象棋冠军（1958年、1963年、1972年）。1965年他闯入过世界冠军候选人赛。此外，他还于1956年至1980年间12次代表南斯拉夫参加国际象棋奥林匹克，取得过10枚团体奖牌与5枚个人台次奖牌。1950年中期开始的15年时间里，伊夫科夫是南斯拉夫仅次于斯韦托扎尔·格利戈里奇的二号棋手。